# 디캔터

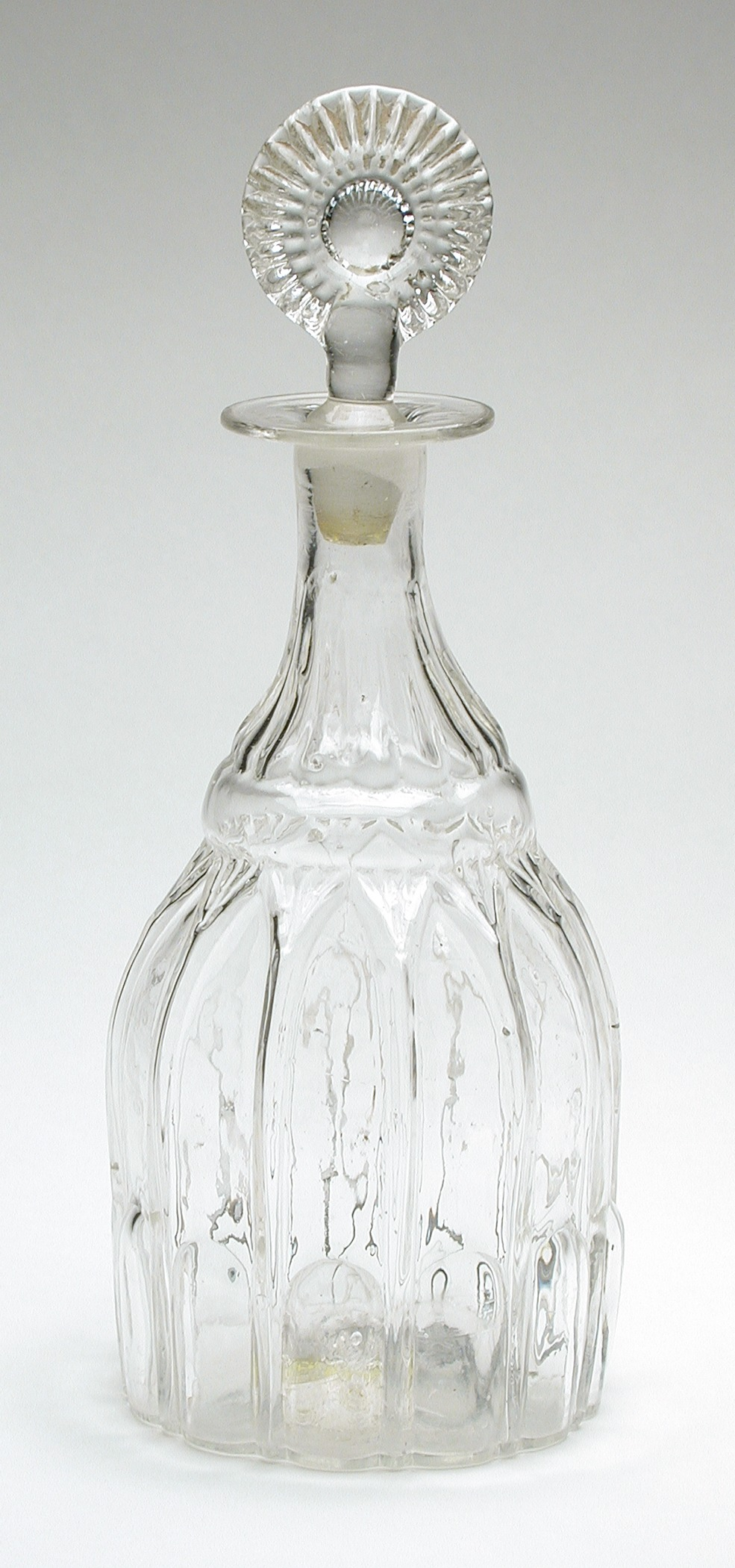

디캔터(decanter)는 액체(와인 등)의 데칸테이션을 담는 용기이다. 디캔터는 다양한 모양과 디자인이 있으며 전통적으로 유리나 납유리로 만든다. 그 양은 0.75리터 표준 와인병과 동일하다.

## 역사
포도주의 역사에서 디캔터는 포도주를 담는데 중요한 역할을 하고 있다. 이 용기는 암포라의 포도주로 채워지며 하인이 쉽게 다룰 수 있는 테이블에 대접된다.

## 같이 보기
- 포도주 테이스팅